# 拉戈季夫 (佩列梅什利亞內區)
49°43′44″N 24°31′1″E / 49.72889°N 24.51694°E
拉戈季夫（烏克蘭語：Лагодів），是烏克蘭西部的村莊，隸屬利維夫州的利維夫區。該村始建於1440年，面積3.72平方公里，海拔高度282米，2001年人口758，人口密度每平方公里203.76人。